# Commiphora rostrata
Commiphora rostrata är en tvåhjärtbladig växtart som beskrevs av Adolf Engler. Commiphora rostrata ingår i släktet Commiphora och familjen Burseraceae. Inga underarter finns listade i Catalogue of Life.